# Hart-familien
Hart-familien er en canadisk familie, hvis historie i lang tid har været forbundet med wrestling. Familiens patriark er wrestlinglegende Stu Hart, der var amatørwrestler og professionel wrestler, promotor og træner. Stu Hart ejede sin egen wrestlingorganisation, Stampede Wrestling, og han trænede flere af de bedste wrestlere i verden, heriblandt Chris Jericho, Chris Benoit og Edge. Hans sønner, Bret Hart og Owen Hart, opnåede ligeledes international succes i World Wrestling Federation (WWF).